# Holger Thesleff

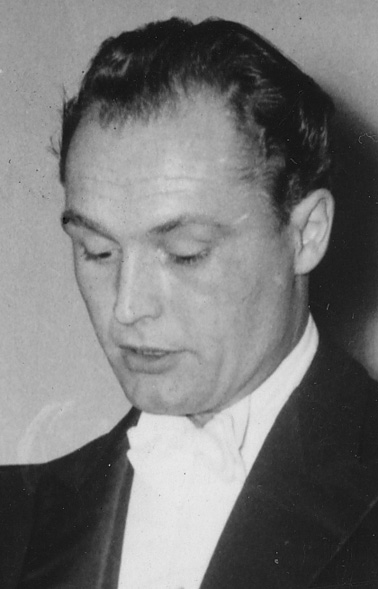
Holger Thesleff år 1954.

Berndt Holger Thesleff, född 4 december 1924 i Helsingfors, död den 3 oktober 2023 i Helsingfors, var en finländsk grecist. Han var specialiserad på antikens filosofi, särskilt Platon.
Thesleff avlade studentexamen 1942, blev filosofie kandidat 1948 och filosofie licentiat och doktor 1954. År 1955 utnämndes han till docent i grekisk filologi vid Helsingfors universitet. Vid samma lärosäte innehade han från 1968 till 1987 en personlig professur i grekisk filologi. Han var även verksam som översättare av antika texter till finska och svenska.
År 1963 kallades han till ledamot av Finska Vetenskaps-Societeten; år 2013 utnämndes han till hedersledamot där.
Holger Thesleff var son till medicine doktor Claudius Rytgert Thesleff och Magda (Maggie) Wikman. År 1950 gifte han sig med Märta Andrea Edgren, dotter till filosofie magister Anders Wilhelm Edgren och filosofie magister Margit von Bonsdorff.

## Utmärkelser
- Riddartecknet av I klass av Finlands Vita Ros’ orden,  1983[4]

[Redigera Wikidata]

## Publikationer i urval
- Studies in the style of Plato, 1967
- Studies in Platonic chronology, 1982
- Platon, 1990
- Studies in Plato's two-level model, 1999

### Uppslagsverk
- Thesleff, Holger i Uppslagsverket Finland (webbupplaga, 2012). CC-BY-SA 4.0